# BMW 003
A BMW 003 a második világháború alatt Németországban kifejlesztett és gyártott gázturbinás sugárhajtómű. Mintegy 500 darab készült, de mindössze néhány darabot építettek be repülőgépekbe. Kifejlesztése korábban kezdődött, mint a Junkers hasonló, Jumo 004 típusú gázturbinás sugárhajtóműve, de a tervezésnél és a próbáknál felmerült problémák miatt csak később kezdték el a sorozatgyártását. Azokba a repülőgépekbe, amelyekhez a BMW 003-t tervezték használni, a Junkers gázturbinás sugárhajtóművét építették be. Így a Jumo 004 került a Me 262 vadászrepülőgépbe, az Ar 234 bombázóba, valamint a Ho 229 csupaszárny vadászgépbe. A második világháború után a BMW 003 másolatát RD–20 típusjelzéssel gyártották a Szovjetunióban. A háború alatt Japánban, azt követően pedig Franciaországban fejlesztettek ki a BMW 003 alapján gázturbinás sugárhajtóművet.

## Története
A gázturbinák alkalmazásának lehetőségét Németországban először Hans von Ohain, a Heinkel cég mérnöke mutatta be a Birodalmi Légügyi Minisztériumnak, amely arra ösztönözte a német repülőgép- és motorgyártó cégeket, hogy indítsanak be saját fejlesztési programot a sugárhajtóművek létrehozására.
A BMW 003 fejlesztése a Brandenburgi Motorgyárban (Bramo – Brandenburgische Motorenwerke) kezdődött Hermann Östrich vezetésével. A fejlesztési program a Birodalmi Légügyi Minisztériumnál a 109–003 kódot kapta (ahol a 109 a sugárhajtóművekkel foglalkozó fejlesztések kódszáma volt). A Bramo a 003-mal párhuzamosan egy másik sugárhajtómű-programon is dolgozott, ez volt a 109–002. Ennél a gázturbinás sugárhajtóműnél a reakciónyomaték kiküszöbölésére egy bonyolult kialakítású ellenforgó kompresszor alkalmazását tervezték. Ezt a fejlesztési vonalat azonban feladták, ráadásul a jóval egyszerűbb 003-as hajtóműnél is komoly problémák merültek fel a tervezés során.

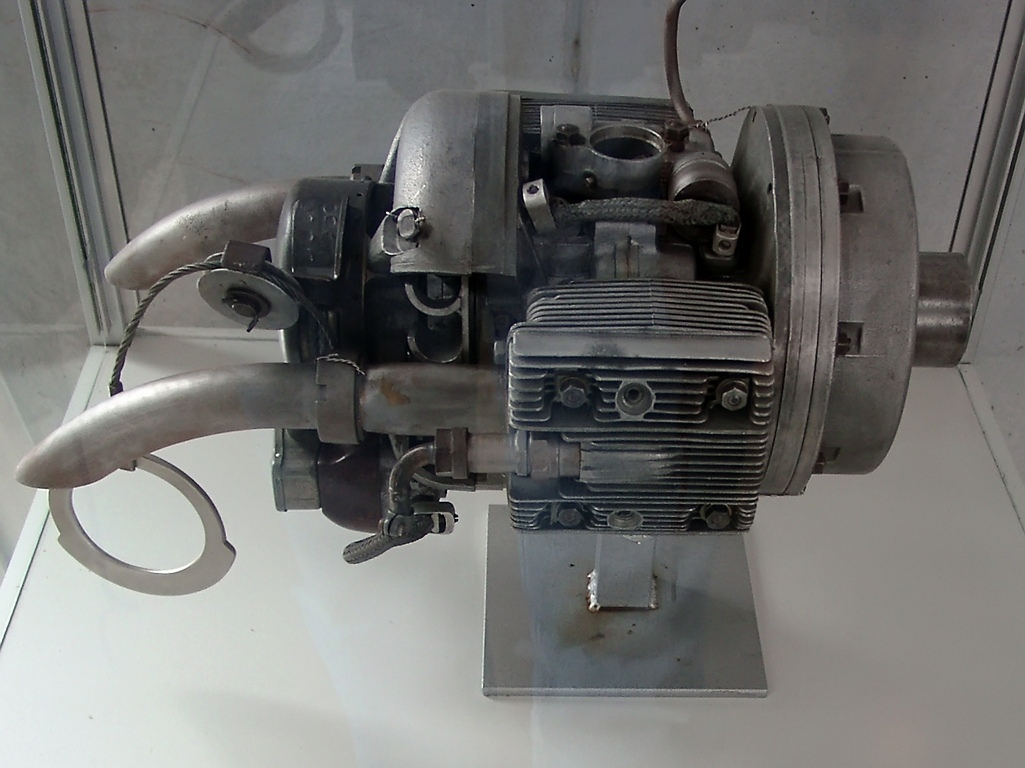
A hajtóműhöz használt indítómotor

1939-ben a BMW megvásárolta a Bramot, amely ezt követően a BMW Motorenwerke néven működött. A 003-as hajtómű tervezése még 1939-ben elkezdődött, a megépített kísérleti példány pedig 1940-ben már működött. A tervezett 6,3 kN helyett azonban a kísérleti példány mindössze 2,5 kN tolóerőt teljesített. 1941 közepén elkezdődtek a légi próbák is. A hajtóművet egy átalakított Bf 110 törzse alá függesztették fel. A tolóerő növelésére tett kísérletek eleinte sikertelenek voltak, ugyanakkor az eredeti elképzelések szerint a BMW 003 gázturbinát használó Me 262 ekkorra már kész volt, és a hajtóműre vártak a repülési tesztekhez. A hajtómű késése miatt a Me 262 berepülési próbáit a gép orr-részébe szerelt Junkers Jumo 210 hagyományos dugattyús motorral kellett elkezdeni. 1941 őszére elkészült a 003-as gázturbina, és a Me 262 két ilyen hajtóművel végrehajtotta az első repülését, amely azonban sikertelen volt, a repülőgépnek végül a korábban beépített dugattyús motorral kellett visszatérnie a repülőtérre.
A BMW-nél tovább folytatódott a fejlesztőmunka, 1942-re sikerült növelni a tolóerőt és javítani a hajtómű megbízhatóságát. A javított változatot 1943 októberében próbálták ki egy Ju 88 repülőgépen. 1944 augusztusára a BMW készen állt a gázturbina sorozatgyártásával, ekkorra azonban a Luftwaffe sugárhajtású repülőgépeit már a Junkers Jumo 004 gázturbinás sugárhajtóművével szerelték fel. A BMW 003-t a Heinkel He 162-ben tervezték alkalmazni.
A hajtómű későbbi változatát felszerelték egy kisméretű BMW 109–718 típusú startrakétával, amelyet a gázturbina hátsó részén helyeztek el. Ez a rakéta felszállásnál, valamint rövid idejű gyorsításnál további 9,8 kN tolóerőt biztosított a hajtómű tolóereje mellett. A gyorsítórakétával felszerelt változat a BMW 003R típusjelet kapta, és egy Me 262-n, valamint a He 162-n próbálták ki.

## Külföldi másolatai és változatai

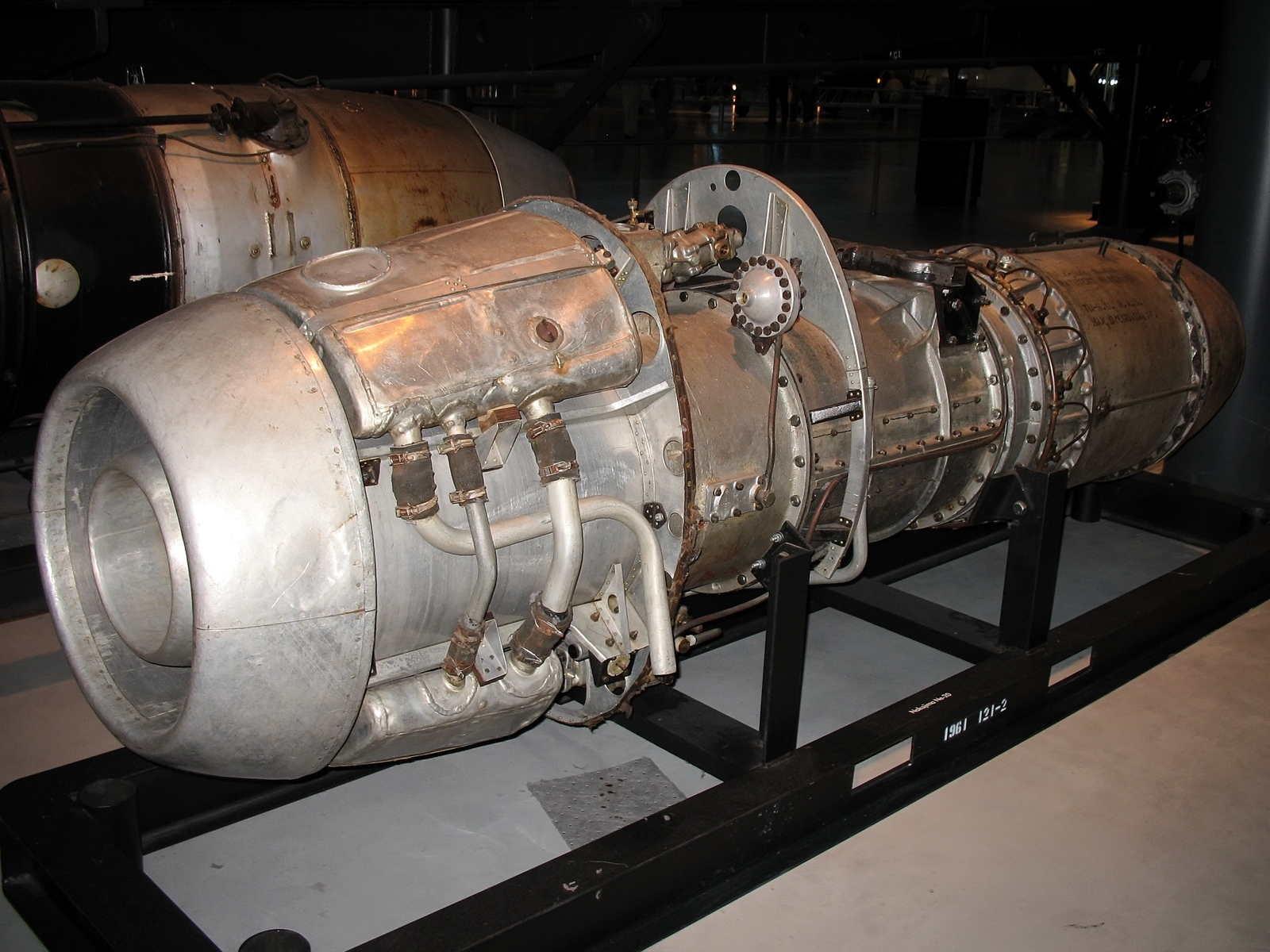
A BMW 003-on alapuló japán Ne–20

A német vezetés a háború során tervezte a BMW 003 exportját Japánba, ám működő hajtómű szállításra nem került sor. A japán mérnökök azonban a BMW 003-ról készült rajzok és fényképek alapján kifejlesztettek egy hasonló gázturbinát, a Ne–20-t, amelyből azonban mindössze öt példány készült.
A második világháborút követően a Szovjet Hadsereg által zsákmányolt BMW 003 hajtóműveket építették be az első szovjet sugárhajtású vadászrepülőgép, a MiG–9 prototípusába. A sorozatban gyártott MiG–9-be a BMW 003 szovjet másolata, az RD–20, majd ennek növelt tolóerejű változata, az RD–21 került. Az RD–20 sorozatgyártását Szergej Koloszov, a kazanyi 16. gépgyár (napjainkban: Kazanyi Motorgyártó Termelési Egyesülés) tervezőirodájának vezetője szervezte meg. Az RD–20-t 1946-tól gyártották Kazanyban, 2911 darabot készítettek belőle.
A háború végén Östrich, a BMW 003 főkonstruktőre Svájcba menekült. Hamarosan azonban ajánlatot kapott a francia kormánytól, mely szerint a SNECMA egyik részlegénél foglalkozhatna gázturbinákkal. Östrich munkája nyomán született meg a BMW 003-n alapuló Atar gázturbinás sugárhajtómű, amely a háborút követő évtizedekben a francia sugárhajtású harci repülőgépek alapvető hajtóművévé vált.

## Műszaki jellemzői
- Hossz: 3530 mm
- Átmérő: 690 mm
- Üres tömeg: 562 kg
- Kompresszor: hétfokozatú axiálkompresszor
- Égéstér: gyűrűs
- Turbina: egyfokozatú
- Tolóerő: 7,8 kN (9500 fordulat/perc fordulatszámon)
- Tolóerő-tömeg arány: 1,42